# Казаков Микола Степанович
Микола Степанович Казаков (нар. 19 липня 1900, село Горбатовка Балахнінського повіту Нижньогородської губернії, тепер Нижньогородської області, Російська Федерація — 6 липня 1970, місто Москва) — радянський діяч, міністр важкого машинобудування СРСР. Кандидат у члени ЦК КПРС у 1952—1956 роках. Депутат Верховної ради РРФСР 4-го скликання. Депутат Верховної ради СРСР 2-го скликання.

## Життєпис
Народився в родині робітника.
У 1914—1918 роках працював на Нижньогородській машинній фабриці в Сормово (тепер завод «Красное Сормово») чорноробом, слюсарем, помічником машиніста.
У 1918—1921 роках служив у Червоній армії. У 1921—1923 роках — курсант військово-інженерних курсів в місті Кунгурі та курсант школи імені ВЦВК.
Член РКП(б) з 1923 року.
З липня 1923 по 1925 рік навчався в Нижньогородській губернській школі радянського і партійного будівництва.
У 1925—1926 роках — секретар осередку РКП(б) управління центрального робітничого кооперативу в місті Нижньому Новгороді.
У 1926—1927 роках — інструктор районного комітету РКП(б) міста Нижнього Новгорода.
У 1927—1928 роках — секретар комітету ВКП(б) заводу імені Леніна в місті Нижньому Новгороді.
У 1929—1932 роках — студент і секретар комітету ВКП(б) Нижньогородського машинобудівного інституту. У 1932—1934 роках — студент Ленінградського індустріального інституту.
У 1934—1935 роках — інженер-конструктор, у 1935—1936 роках — начальник експериментального відділу, в 1936—1937 роках — начальник відділу технічного контролю, в 1937—1938 роках — директор танкового заводу № 174 в місті Ленінграді.
У 1938—1941 роках — директор Іжорського заводу в місті Ленінграді.
5 червня 1941 — 5 березня 1953 року — народний комісар (міністр) важкого машинобудування СРСР.
У березні 1953 — квітні 1954 року — 1-й заступник міністра транспортного і важкого машинобудування СРСР.
19 квітня 1954 — 18 липня 1955 року — міністр важкого машинобудування СРСР.
У липні 1955 — листопаді 1956 року — заступник міністра важкого машинобудування СРСР.
У листопаді 1956 — травні 1957 року — заступник міністра промисловості будівельних матеріалів СРСР.
29 травня 1957 — 25 грудня 1962 року — голова Ради народного господарства Чкаловського (Оренбурзького) економічного адміністративного району.
У грудні 1962 — 1963 року — начальник управління з технічного розвитку енергетичної та механічної служб і внутрішньозаводського транспорту Державного комітету Ради міністрів СРСР з чорної і кольорової металургії. У 1963 — жовтні 1965 року — начальник управління з технічного розвитку енергетичної та механічної служб і внутрішньозаводського транспорту Державного комітету з чорної і кольорової металургії при Держплані СРСР.
З жовтня 1965 року — персональний пенсіонер союзного значення в Москві.
Помер 6 липня 1970 року в Москві. Похований на Новодівочому цвинтарі Москви.

## Нагороди
- чотири ордени Леніна (18.07.1950,)
- орден Трудового Червоного Прапора
- орден Червоної Зірки
- медалі